# Créon-d'Armagnac
Créon-d'Armagnac é uma comuna francesa na região administrativa da Nova Aquitânia, no departamento Landes. Estende-se por uma área de 22 km². Em 2010 a comuna tinha 369 habitantes (densidade: 16,8 hab./km²).